# Alex Henrique José
Alex Henrique José (nacido el 20 de marzo de 1985) es un futbolista brasileño que se desempeña como centrocampista. Juega en la Aparecidense, que milita en el Campeonato Brasileño de Serie C.
Jugó para clubes como el Avispa Fukuoka, Thespa Kusatsu, Tokyo Verdy, Comercial, CSA, ASA y América.

## Trayectoria

### Clubes
| Club                    | País   | Año         |
| ----------------------- | ------ | ----------- |
| Avispa Fukuoka          | Japón  | 2009        |
| Votoraty                | Brasil | 2010        |
| Thespa Kusatsu          | Japón  | 2010 - 2011 |
| Tokyo Verdy             | Japón  | 2012        |
| Comercial               | Brasil | 2013        |
| CSA                     | Brasil | 2013        |
| ASA                     | Brasil | 2014 - 2015 |
| América                 | Brasil | 2016        |
| Moto Club               | Brasil | 2017        |
| Aparecidense            | Brasil | 2018 - 2020 |
| Vila Nova (cedido)      | Brasil | 2018        |
| Sampaio Corrêa (cedido) | Brasil | 2019        |
| Pelotas                 | Brasil | 2020        |
| Aparecidense            | Brasil | 2020 -      |

## Palmarés

### Distinciones individuales
| Distinción                                                     | Año  |
| -------------------------------------------------------------- | ---- |
| Máximo goleador del Campeonato Goiano (8 goles)                | 2020 |
| Máximo goleador del Campeonato Goiano (8 goles)                | 2021 |
| Máximo goleador del Campeonato Brasileño de Serie C (12 goles) | 2022 |